# 1 Cassiopeiae
Désignations
1 Cassiopeiae (en abrégé 1 Cas) est une étoile de la constellation boréale de Cassiopée. Elle est visible à l'œil nu avec une magnitude apparente de 4,85. D'après la mesure de sa parallaxe annuelle par le satellite Hipparcos, l'étoile est distante d'environ 350 pc (∼1 140 al) de la Terre. Elle se rapproche du Système solaire à une vitesse radiale héliocentrique de −9 km/s.
1 Cassiopeiae est classée comme une géante bleue de type spectral B0,5 III, qui est âgée de 5,7 millions d'années. Elle tourne sur elle-même à une vitesse de rotation projetée de 31 km/s. Cette étoile est 13,1 fois plus massive que le Soleil et son rayon est 10,2 fois plus grand que le rayon solaire. Elle est 18 200 fois plus lumineuse que le Soleil et sa température de surface est de 27 200 K.